# Ди Кришио, Федерика
Федерика Ди Кришио (итал. Federica Di Criscio, родилась 12 мая 1993 в Ланчано) — итальянская футболистка, защитница клуба «Рома» и женской сборной Италии.

## Карьера

### Клубная
Воспитанница школы клуба «Спал Ланчано», с 1998 по 2005 годы была единственной девушкой в команде. Была замечена скаутами женского клуба «Розето» из Розето-дельи-Абруцци и с 2006 года участвовала в чемпионате по футболу 8x8, а также в играх молодёжного чемпионата Италии и в Серии C. В 2008 году в возрасте 15 лет перешла в команду «Червия» Серии А2. По окончании сезона 2008/2009 Федерикой заинтересовался клуб «Бардолино Верона», искавший молодых игроков по просьбе тренера Ренато Лонгеги. В 2010 году Ди Кришио перешла в команду «Бардолино Верона», игравшую в Серии А, и дебютировала в Лиге чемпионов УЕФА 2010/2011. В том же сезоне клуб получил своё обыденное название — «Верона». В пятом своём сезоне в клубе Ди Кришио выиграла чемпионат Италии 2014/2015 годов. В 2017 году перешла в клуб «Брешиа», с которым завовевала Суперкубок Италии 2017 года. В сентябре 2018 года перешла в только что основанный клуб «Рома».

### В сборной
С 2007 года Ди Кришио привлекалась к играм юниорских сборных. 8 марта 2010 дебютировала в поединке против Нидерландов (победа Италии 2:0) во втором туре квалификации к чемпионату Европы 2010 года U-17. В составе сборной Италии до 20 лет участвовала в чемпионате мира 2012 года в Японии, проходившем с 19 августа по 8 сентября 2012. Сыграла все три матча на групповом этапе, который Италия не преодолела.
Была вызвана Антонио Кабрини в рамках подготовки сборной Италии к чемпионату Европы 2013 года. Изначально Кабрини исключил её из окончательного состава, но после того, как травму получила Элизабетта Тона, Ди Кришио срочно была возвращена в заявку. Дебют в официальных играх у Ди Кришио состоялся в четвертьфинале против Германии. В январе 2014 года Ди Кришио была вызвана также и на матчи отборочного турнира к чемпионату мира 2015 года. На чемпионате Европы 2017 года провела три матча и заработала жёлтую карточку.

## Достижения
- Чемпионка Италии: 2014/2015
- Обладатель Суперкубка Италии: 2017/2018